# 마레크 코지민스키
마레크 얀 코지민스키(폴란드어: Marek Jan Koźmiński, 1971년 2월 7일 ~ )는 폴란드의 축구 행정가이자 전 축구 선수로, 좌측 수비수 또는 미드필더로 활약했다.

## 구단 경력
1992년, 코지민스키는 동향인 피오트르 차호프스키와 함께 우디네세에 입단하며 이탈리아에 도착했다. 당시 우디네세는 세리에 A 잔류를 위해 싸우고 있었다.
1996년 초 그는 허벅지 근육에 경직 증상을 입었고, 이후 발뒤꿈치 통증에 시달렸다. 이러한 부상은 두 시즌 동안 그의 출전을 제한했으며, 1995-1996 시즌에는 12경기만 뛰었고, 다음 시즌에는 개막전 출전 이후 나머지 리그 경기를 모두 결장했다.
1997년 8월, 클럽 역사상 최초로 UEFA컵 진출에 성공한 우디네세의 여름 훈련에 참가한 뒤, 코지민스키는 브레시아로 이적하여 4시즌 반 동안 활약했다. 브레시아와 계약을 해지한 후, 2002년 3월 안코나로 이적하며 이탈리아에서의 경력을 마무리했다.
2002년에는 그리스의 PAOK에서 몇 경기를 뛴 뒤, 폴란드로 돌아가 구르니크 자브제에서 선수 생활을 마쳤다.

## 국가대표팀 경력
그는 폴란드 국가대표팀에서 45경기에 출전했다. 코지민스키는 1992년 하계 올림픽에 참가하여 폴란드의 은메달 획득에 기여했으며, 2002년 FIFA 월드컵에도 출전했다.